# Las Monjas
Las Monjas är en ort i Mexiko.   Den ligger i kommunen Huimilpan och delstaten Querétaro Arteaga, i den centrala delen av landet, 160 km nordväst om huvudstaden Mexico City. Las Monjas ligger 2 320 meter över havet och antalet invånare är 146.
Terrängen runt Las Monjas är kuperad. Runt Las Monjas är det ganska tätbefolkat, med 179 invånare per kvadratkilometer. Närmaste större samhälle är Huimilpan, 3,4 km sydost om Las Monjas. Trakten runt Las Monjas består till största delen av jordbruksmark.